# Orso I di Napoli
Orso I di Napoli (IV secolo – Napoli, V secolo) è stato un vescovo romano, venerato come santo dalla Chiesa cattolica.

## Biografia
Secondo quanto riportano le Gesta episcoporum Neapolitanorum e il Catalogus episcoporum Neapolitanorum il vescovo Orso (Ursus episcopus) è stato il tredicesimo vescovo di Napoli, successore di Severo e predecessore di Giovanni I, e governò la sua Chiesa per 4 anni, agli inizi del V secolo. Le Gesta riferiscono che fu sepolto nel cimitero dove si trovava anche la sepoltura di Efebo, ossia presso la chiesa di Sant'Eframo Vecchio.
La sua festa nel calendario marmoreo napoletano è segnata al 21 febbraio.
Nel IX secolo fu scritta una vita di san Severo, secondo la quale Orso sarebbe stato suo nipote e successore sulla cattedra napoletana.